# Caenophrurium
Caenophrurium, en grec Καινοφρούριον, est une ville de Thrace et une colonie romaine à 9 kilomètres au nord-ouest de Sélymbrie. L'empereur Aurélien y périt assassiné en 275.

## Source
Cet article comprend des extraits du Dictionnaire Bouillet. Il est possible de supprimer cette indication, si le texte reflète le savoir actuel sur ce thème, si les sources sont citées, s'il satisfait aux exigences linguistiques actuelles et s'il ne contient pas de propos qui vont à l'encontre des règles de neutralité de Wikipédia.